# کرمستج
کَرمُستج، روستایی در دهستان حومه بخش مرکزی شهرستان لارستان در استان فارس ایران است.
این روستا در ۳۰ کیلومتری جنوب شرقی شهر لار در جاده لار-بستک قرار دارد.

## مردم‌شناسی

### جمعیت
بر پایه سرشماری عمومی نفوس و مسکن در سال ۱۳۹۵، جمعیت این روستا برابر با ۱٬۷۰۱ نفر (۴۵۷ خانوار) بوده است.

### مذهب
مردم این روستا پیرو دین اسلام و مذهب اهل سنت شافعی هستند.

### زبان
مردم این روستا به زبان اچمی و به گویش کرمستجی سخن می‌گویند.

## آب و هوا
هوای کرمستج ۸ماه از سال معتدل و قابل تحمل است ۳ماه از سال بسیار گرم و ۱ماه سرمای خشک دارد.
متوسط رطوبت ۶۳٪ می‌باشد میزان متوسط بارش باران۲۰۳میلی متراست و این باران منظم نیست که بتوان برنامه‌ریزی کرد گاه این بارش در یک هفته می‌آید و بعضاً در کل سال هیچ بارانی نمی‌بارد باران تحت تأثیر چند جبهه است جبهه سودانی از مرکز آفریقا به طرف عربستان و نهایتاً به جنوب ایران می‌رسد و جبهه مدیترانی که از غرب وارد کشور می‌شود ضمناً منطقه لارستان و همان‌طور کرمستج تحت تأثیر اقیانوس هند طوفان همراه با رگبار باران داریم که معروف به چهل پسینی است.